# 111th Street (linea IRT Flushing)
111th Street è una stazione della metropolitana di New York situata sulla linea IRT Flushing. La stazione, situata a Corona, Queens, è servita dalla linea 7 Flushing Local, attiva 24 ore al giorno, 365 giorni l'anno.
Al 2013, con i suoi 3 607 926 passeggeri è la centotrentanovesima stazione più trafficata del sistema.

## Storia
La stazione, costruita come capolinea del prolungamento della linea IRT Flushing proveniente da Corona Plaza, venne inaugurata il 13 ottobre 1925.
Il 7 maggio 1927, con l'apertura del prolungamento verso Willets Point, divenne stazione di transito.

## Strutture e impianti
La stazione di 111th Street possiede due banchine laterali e quattro binari; i due binari esterni vengono utilizzati dalla linea 7 Flushing Local, mentre i due centrali sono utilizzati dai treni per recarsi al Corona Yard.
Presso questa stazione, il binario espresso, quello utilizzato dalla linea 7 Flushing Express, è situato sopra i quattro binari. Questa configurazione con i binari espressi sopra quelli locali era molto comune nelle linee sopraelevate dell'Interborough Rapid Transit Company costruite a Manhattan nel XIX secolo o agli inizi del XX secolo.
Le uscite sono situate all'estremità sud della stazione; i pianerottoli delle scale sono in lego mentre il pavimento del mezzanino in cemento. Esiste anche un collegamento tra le due banchine.

## Interscambi
Presso la stazione transita una sola linea automobilistica gestita da NYCT Bus, la linea Q48, che offre un collegamento con l'aeroporto Fiorello LaGuardia.
- Fermata autobus